# Canaux d'Amsterdam
 (janvier 2011).
Si vous disposez d'ouvrages ou d'articles de référence ou si vous connaissez des sites web de qualité traitant du thème abordé ici, merci de compléter l'article en donnant les références utiles à sa vérifiabilité et en les liant à la section « Notes et références ».
Les canaux d'Amsterdam s'étendent sur un total de plus de cent kilomètres, avec quelque 1 500 ponts qui les traversent, reliant environ 90 îles.
Les quatre principaux canaux sont le Herengracht, le Prinsengracht, et le Keizersgracht et le Singel. Construits aux XVIIe siècle pendant l'Âge d'or néerlandais, ils forment ce que l'on appelle la « courbure d'or ».
Le 14 juin 2010, les canaux d'Amsterdam ont obtenu le label patrimoine mondial de l'Unesco sous l'intitulé « Zone des canaux concentriques du XVIIe siècle à l'intérieur du Singelgracht ».

## Les canaux patrimoine de l'UNESCO

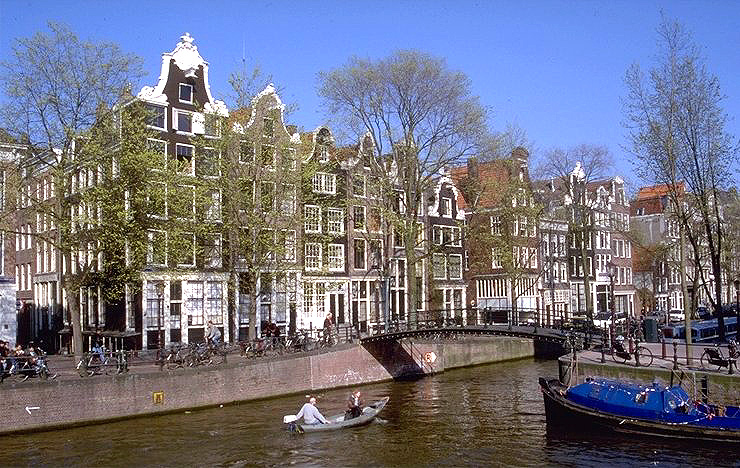
Le Brouwersgracht.

Ceux-ci se développent en une succession de demi-cercles concentriques autour du centre historique de la ville, le quartier de Centrum.
Les quatre premiers canaux sont espacés entre eux par des bandes de terre de 80 à 150 mètres de largeur en moyenne, tandis que la distance entre le quatrième et le cinquième peut aller jusqu'à environ 550 mètres (limite nord du quartier de Jordaan).
Ces canaux sont également reliés entre eux par d'autres qui leur sont perpendiculaires, comme : le Brouwersgracht, le Leidsegracht ou le Reguliersgracht.

### Singel
Le Singel (qu'il ne faut pas confondre avec le Singelgracht) est le premier canal le plus proche du centre-ville et fit office de douve à la cité médiévale jusqu'en 1585, date à laquelle Amsterdam commença son expansion urbanistique. Il se jette à l'est dans l'Amstel au niveau du Muntplein et au nord-ouest dans l'IJ.

Le nom de Singel est un vieux mot néerlandais signifiant « cercle », que l'on peut rapprocher du terme allemand : umzingeln voulant dire « entourer ».

### Herengracht

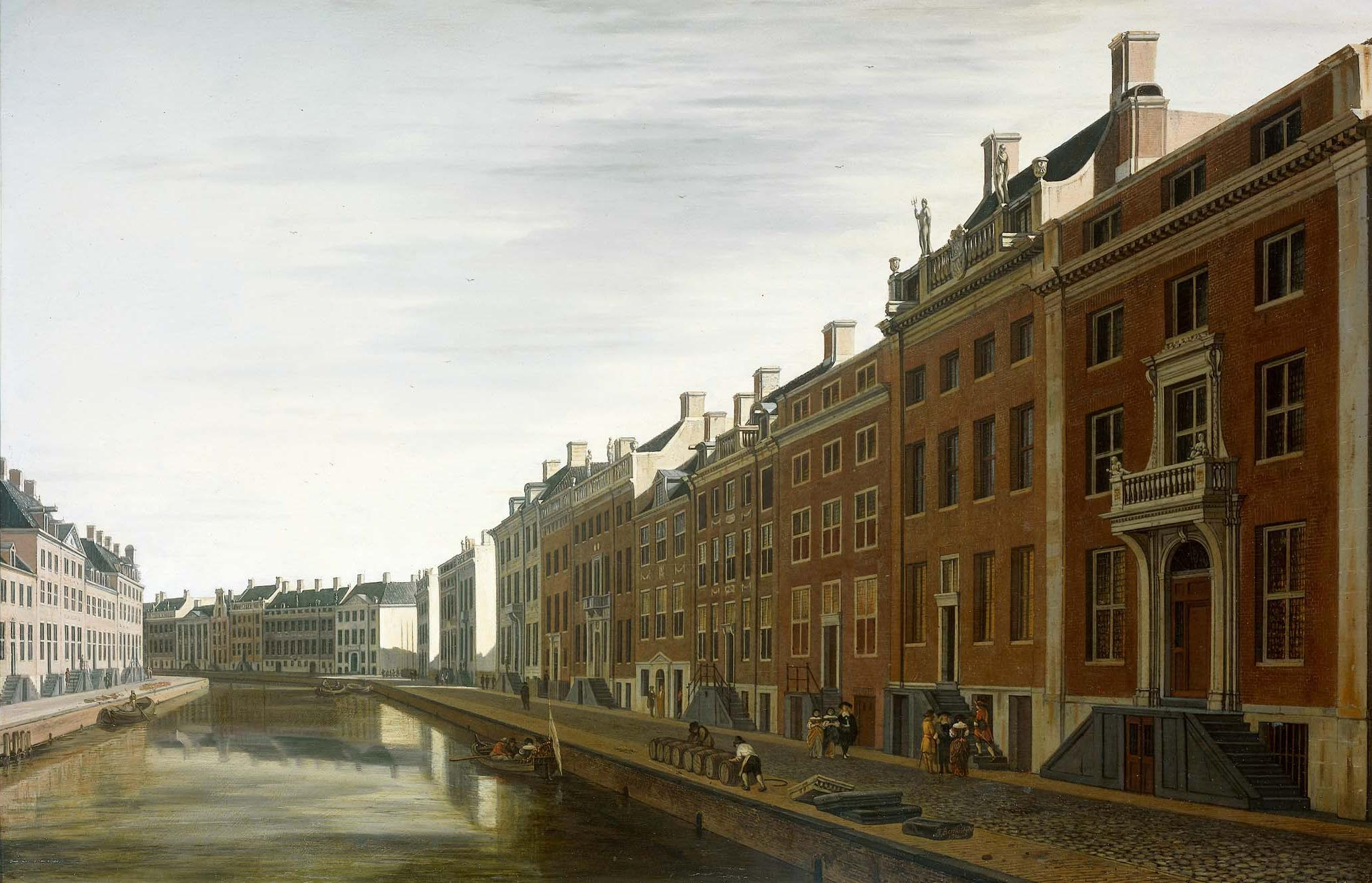
La Courbure dans le Herengracht près du Nieuwe Spiegelstraat à Amsterdam (1672), par Gerrit Berckheyde.

Le Herengracht traduit par « canal des Patriciens » est le canal en partant du centre-ville qui se trouve le plus à l'intérieur parmi les trois principaux canaux. Il est prolongé à l'est par le Nieuwe Herengracht et se jette au nord-ouest dans le Brouwersgracht.
Il est très célèbre pour sa « courbure d'or » (Gouden Bocht) entre les ponts de la Leidsestraat et de la Vijzelstraat. Pour cela, il a souvent été représenté en peinture au XVIIe siècle notamment par le peintre Gerrit Berckheyde qui en a réalisé toute une série.
Les principales curiosités de ce canal sont le musée biblique, le cabinet des Chats qui est un musée d'art consacré à cet animal, le musée des sacs Hendrikje, le musée Willet-Holthuysen et le jardin botanique d'Amsterdam.

### Keizersgracht

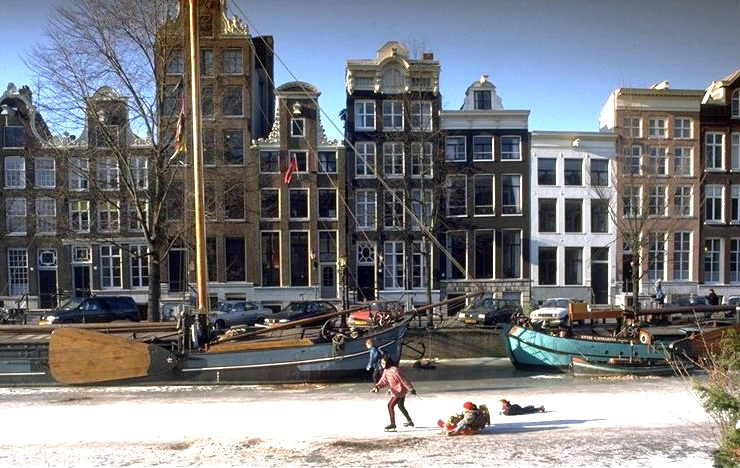
Le Keizersgracht en hiver.

Le Keizersgracht traduit par « canal de l'Empereur » est le troisième canal des quatre principaux en partant du centre-ville. C'est en l'honneur de l'empereur du Saint Empire Romain Germanique Maximilien Ier qu'il a été nommé ainsi. Il est prolongé à l'est par le Nieuwe Keizersgracht. Il se jette au nord-ouest dans le Brouwersgracht.
Les principales attractions de ce canal sont :
- l'Astoria, une maison de style Art nouveau ;
- l'Homomonument, un mémorial des homosexuels assassinés ;
- Onze Lieve Vrouwekerk qui est une église catholique ;
- l'immeuble Felix Meritis ;
- Huis Marseille, un musée de la photographie ;
- le Musée Geelvinck-Hinlopen ;
- le Museum Van Loon :
- le FOAM, un musée de la photographie.

### Prinsengracht

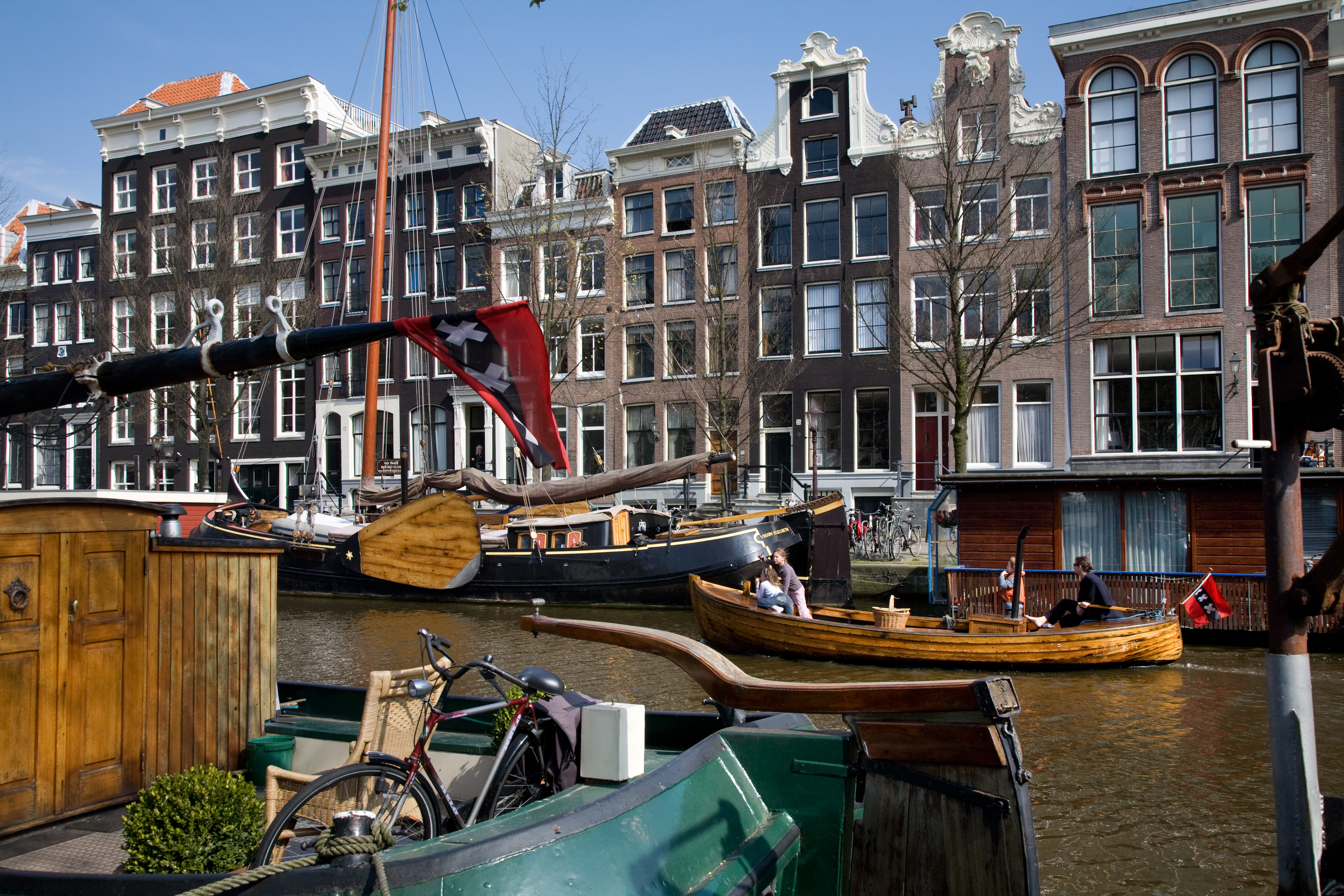
Bâtiments sur le Prinsengracht.

Le Prinsengracht traduit par « canal du Prince » a été nommé ainsi en l'honneur de Guillaume Ier d'Orange-Nassau. C'est le plus long des quatre principaux canaux car celui se trouvant le plus à l'extérieur. Il est prolongé au nord-ouest par le Korte Prinsengracht et à l'est par le Nieuwe Prinsengracht.
On y trouve la Noorderkerk (l'église du Nord), Noordermarkt (marché du Nord), le Musée de la Tulipe, la maison d'Anne Frank, la Westerkerk (l'église de l'Ouest), l'Amstelkerk, De Duif (l'église du prince).

### Singelgracht

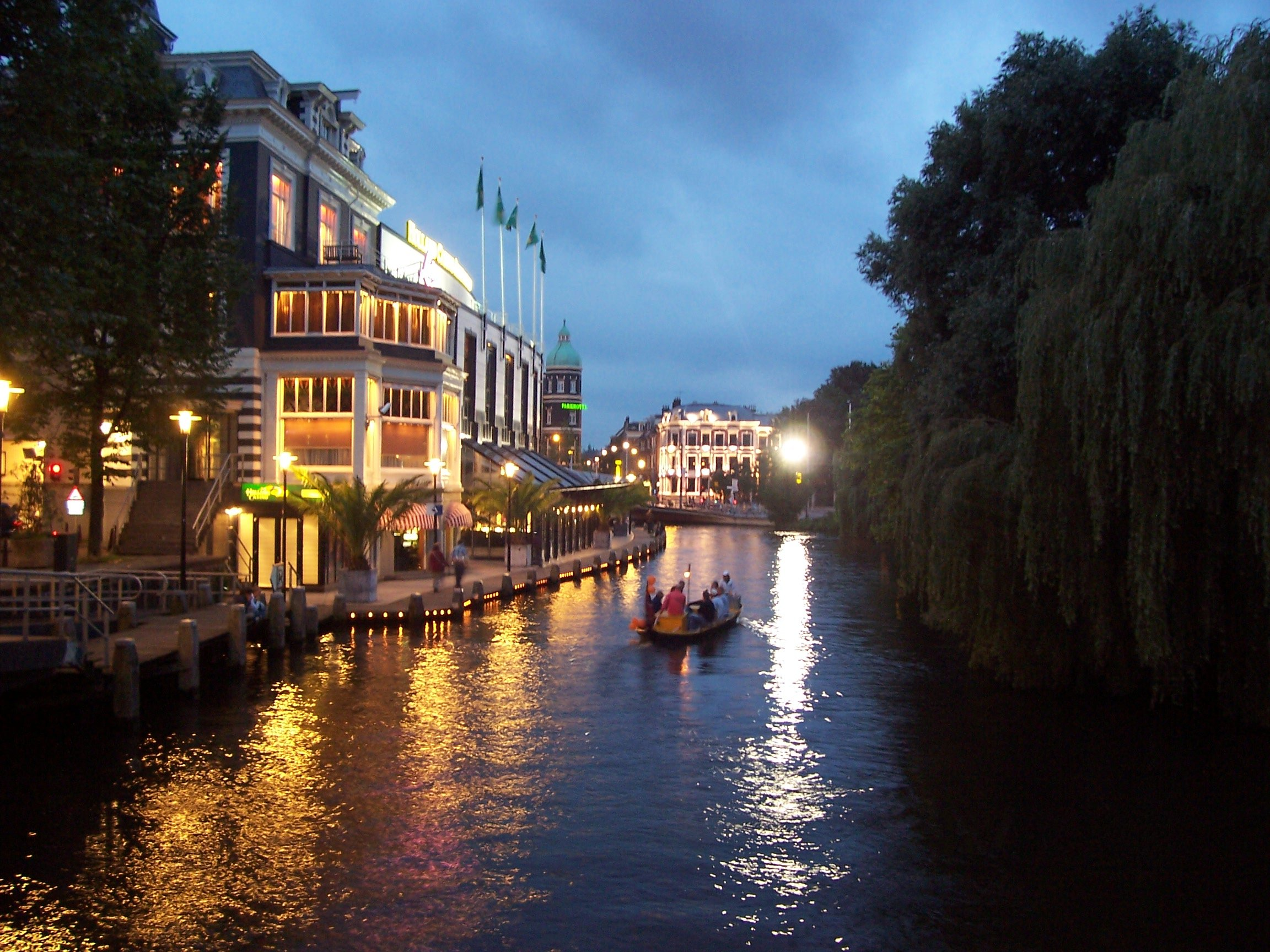
Le Singelgracht au coucher du soleil.

Le Singelgracht longe sur le côté extérieur l'Houfmankade, le Naussaukade, le Stadhouderskade et le Mauritskade. Sur le côté intérieur, il longe le Houfmankade, le Marnixkade, le Leidsekade, le Nicolaas Witsenkade, le Sarphatikade, la Spinozastraat et l'Alexanderkade.
Les principales curiosités sont le Paradiso qui est une salle de concert, la Heineken Experience, édifice de la célèbre marque de bière hollandaise, la Banque des Pays-Bas, le Tropenmuseum à proximité.
Mnémotechnique : Une phrase, en hollandais, donne l'ordre des canaux : Piet Koopt Hoge Schoenen (« Pierre a acheté de grandes chaussures »). Pas néerlandophone, alors retenez cette formule en pensant à un dénommé Pekka qui est épuisé à courir les canaux, soit : « Pekka HS = PKHS » (pratique lorsque l'on se déplace dans ce secteur, sans plan).

### Canaux du Jordaan

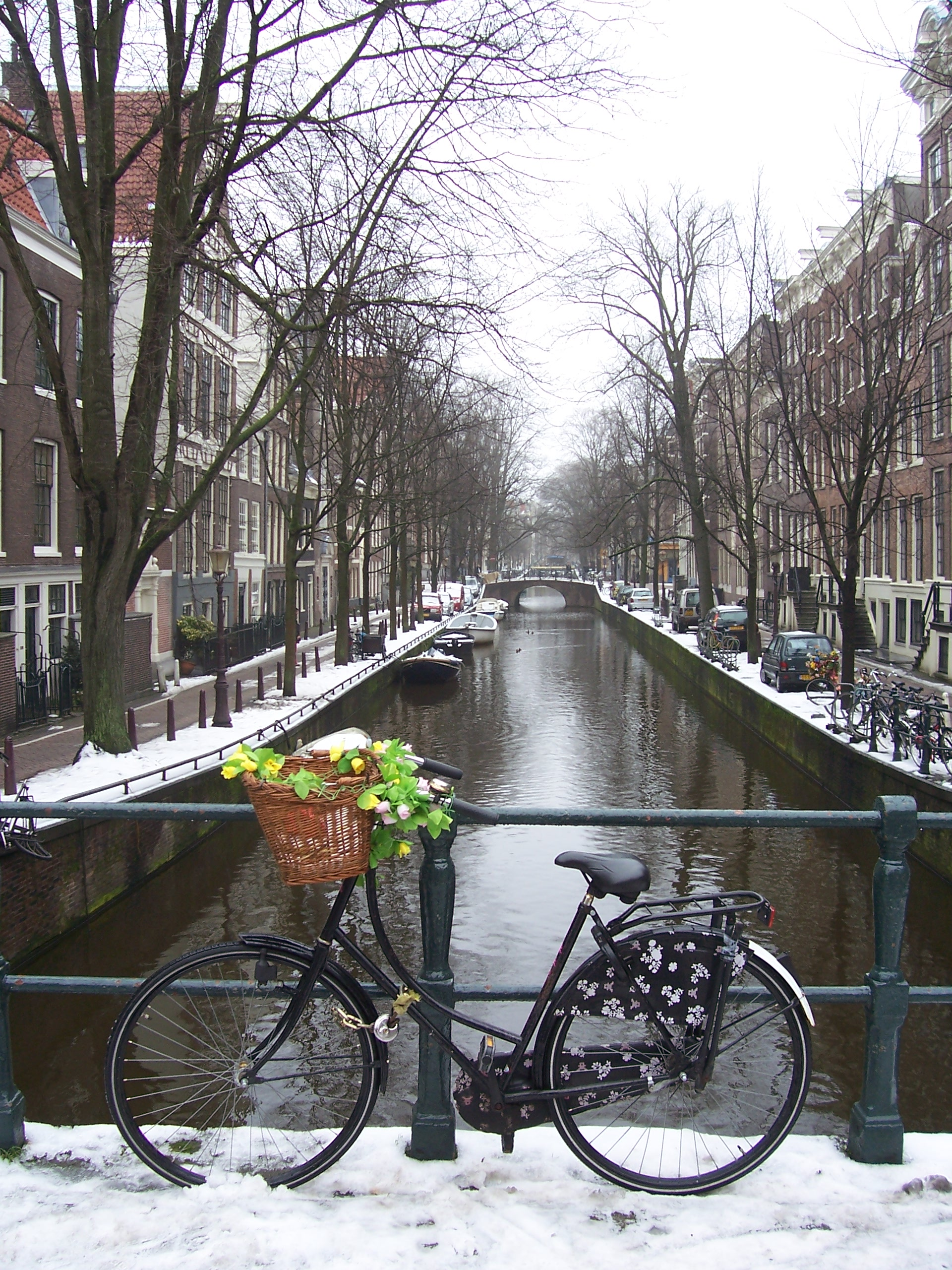
Canaux d'Amsterdam.

Il s'agit des canaux qui se situent dans le Jordaan, quartier qui constitue la partie occidentale du centre-ville d'Amsterdam entre le Singelgracht et le Prinsengracht. On peut ainsi citer du nord au sud : le Palmgracht, le Goudsbloemgracht, le Lindengracht, l'Anjeliersgracht, l'Egelantiersgracht, le Bloemgracht, le Rozengracht, le Lauriergracht, l'Elandsgracht, le Looiersgracht et le Passeerdersgracht.

## Anciens canaux
Certains canaux d'Amsterdam ont été totalement ou partiellement comblés. Les plus célèbres sont :
- Le Damrak, situé entre la gare centrale d'Amsterdam et la place du Dam (comblé entre 1845 et 1883, sauf la partie au Nord de la bourse d'Amsterdam) ;
- Le Rokin (comblé entre 1934 et 1937, sauf la partie au Sud du Grimburgwal).
- Le Nieuwezijds Voorburgwal (comblé en 1867).
- Le Spuistraat, anciennement Nieuwezijds Achterburgwal (comblé en 1867)[2].

## Les autres canaux notables
- Le Kloveniersburgwal
- Le Oudezijds Voorburgwal
- Le Brouwersgracht
- L'Oudeschans
- Le Waalseilandsgracht
- Le Groenburgwal